# Entreprise nationale des travaux aux puits
Entreprise nationale des travaux aux puits (ENTP) arabe : الشركة الوطنية لأعمال الآبار est une entreprise  parapétrolière algérienne, filiale à 100 % de Sonatrach.

## Histoire
Le forage algérien est un produit de Sonatrach depuis l’année 1968. Keskassa 1 étant le premier puits foré. La structure opérationnelle s’appelait Direction des Services pétroliers (DSP) et disposait d’un parc de quatre appareils de forage.
En juillet 1972, la DSP prend le nom de Direction des Travaux Pétroliers (DTP). Le 1er août 1981,
de la restructuration de Sonatrach au début des années 80, émergeait ENTP héritière de la DTP pour les activités de forage et de Work-Over. Créée par décret n° 81-171, ENTP est devenue opérationnelle le premier janvier 1983.
Le 21 Juin 1989, transformation du statut juridique de ENTP en société par actions.
En juin 1993, l'ENTP est devenue membre de l'IADC (International Association of Drilling Contractors).
Le 30 Mars 1998, cession de 51% du capital social ENTP par le holding RGT, en faveur de Sonatrach.
Son capital social, entièrement libéré, évoluera par paliers successifs de 40 millions de DA à 300, puis à 800, puis à 1600, puis à 2400 en 2001 et enfin atteindre 14800 Millions de DA.
Le 1er janvier 2005, transfert des actions détenus par la Société de gestion des participations TRAVEN dissoute, vers la Société de Gestion des participations dénommée "INDJAB".
Le 28 décembre 2005, cession à titre gratuit des actions détenues par la SGP INDJAB (49%) en faveur du Holding Sonatrach "SPP Spa". ENTP devient 100% Sonatrach.
Le 25 mars 2006, holding Sonatrach Services Para Pétroliers "SPP Spa" devient l'unique actionnaire de l'ENTP.

## Activités
- Forage des puits d’hydrocarbures[3].
- Entretien des puits d’hydrocarbures (Work-Over).
- Forage des puits d’eau de grande profondeur.
- Transport (DTM des appareils et camps de forage et rénovation des véhicules).
- Maintenance pétrolière.
- Hôtellerie.

## Marché de l'ENTP
ENTP est le premier contracteur de forage en Algérie (44.3% du marché).
Ses principaux clients sont :
- Sonatrach.
- Groupement Berkine (Sonatrach / Anadarko)[4]
- Groupement Sonatrach / AGIP.
- Groupement Sonatrach / AMERADA Hess.
- Association Sonatrach / Repsol.
- Shell Exploration et Production
- Petro-Vietnam Exploration Production(PVEP-Algeria).
- Petroleum Development OMAN LLC.